# DBLP
DBLP, acronimo inverso di Digital Bibliography & Library Project, precedentemente noto come DataBase systems and Logic Programming, è un sito web che fornisce risorse bibliografiche specialistiche nell'ambito dell'informatica.
Il sito è noto anche col nome di DBLP Computer Science Bibliography.

## Storia
Il Progetto fu avviato nel 1993 da Michael Ley in collaborazione con l'Università di Treviri, in Germania, come un piccolo contenitore di file HTML, cresciuto fino a diventare una base di conoscenza nell'ambito della programmazione logica. A partire dal 2018, il sito è gestito dallo Schloss Dagstuhl – Leibniz-Zentrum für Informatik (LZI), che ha sede nella città tedesca di Wadern.
Il numero di titoli censiti ha descritto il seguente andamento di crescita: 14.000 nel 1995, 696.000 nel 2005, 2.9 milioni nel 2015, 3.66 milioni a luglio 2016 e infine 4.84 del dicembre 2019, comprensivi di articoli di riviste e atti di conferenze, tracciati periodicamente. Il sito è gestito con tre mirror distribuiti su Internet.
Per il suo lavoro nell'avvio e manutenzione di DBLP, Michael Ley fu premiato dall'Association for Computing Machinery e da una menzione speciale del VLDB Endowment nel 1997.

## DBL-Browser
DBL-Browser, abbreviazione di Digital Bibliographic Library Browser, è un'utilità per la navigazione del sito Web DBLP. Il browser è stato scritto da Alexander Weber nel 2005 presso l'Università di Treviri ed è stato progettato per potere consultare online nella lettura del DBLP. La prima versione stabile è la 2.0b, rilasciata il 6 settembre 2006.
DBL-Browser è un software rilasciato con licenza GPL, disponibile per il download nel sito di SourceForge. Utilizza il DTD XML ed è scritto nel linguaggio di programmazione Java. L'interfaccia utente mostra la voce bibliografica in diversi tipi di schermate, di tipo testuale o grafico:
- Pagina dell'autore
- Pagina dell'articolo
- Sommario
- Conferenze / riviste correlate
- Autori correlati (rappresentazione grafica delle relazioni)
- Analisi dei trend (istogramma grafico)

Le informazioni generate da DBLP sono simile alla sezioni bibliografica di arxiv.org, al quale rinviano i link degli articoli di DBLP. DBL-Browser permette di visualizzare offline anche una parte delle pubblicazioni di informatica esterne al sito e citate nelle sue voci.